# Dalwood
Dalwood – wieś w Anglii, w hrabstwie Devon, w dystrykcie East Devon. Leży 35 km na wschód od miasta Exeter i 220 km na zachód od Londynu.